# Ede Zathureczky

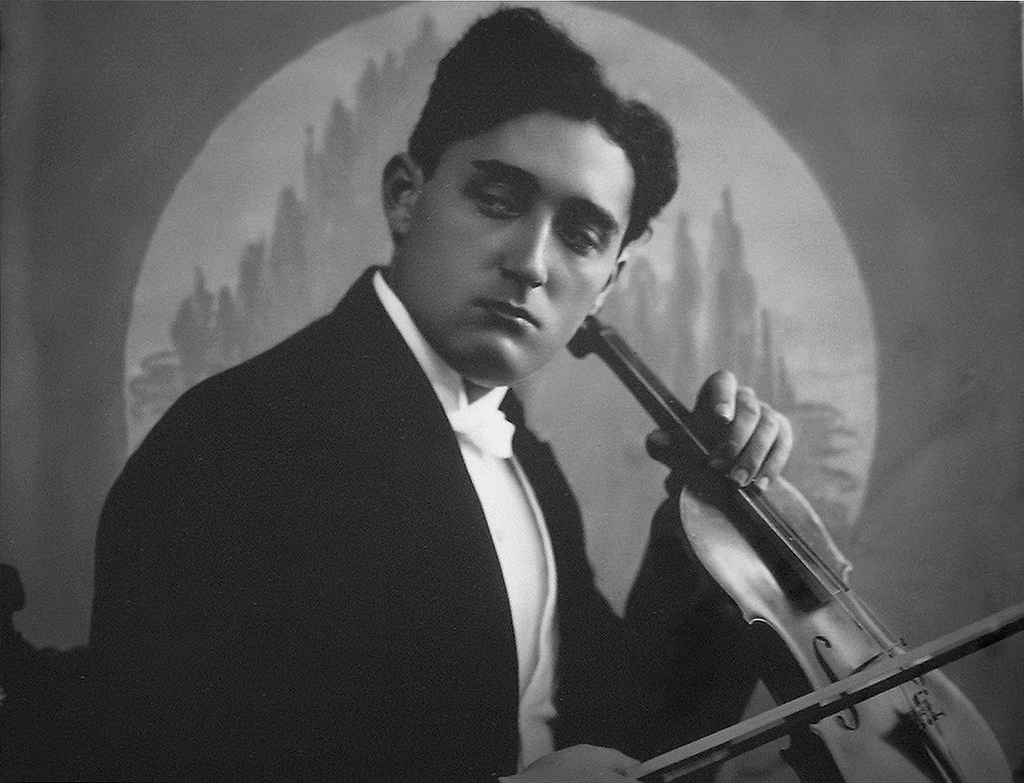
Ede Zathureczky

Ede Zathureczky (* 24. August 1903 in Igló; † 31. Mai 1959 in Bloomington/Indiana) war ein ungarischer Violinvirtuose und Musikpädagoge.

## Leben
Der Sohn der Sängerin und Pianistin Mária Fiblinger begann siebenjährig seine Violinausbildung und gab bereits 1911 sein erstes Konzert. 1914 zog seine Familie nach Kassa, und Zathureczky trat in die Violinklasse von Tivadar Kun ein. 1918 wurde er in die Franz-Liszt-Musikakademie Budapest aufgenommen und wurde Schüler von Jenő Hubay. Daneben studierte er Komposition bei Albert Siklós.
Ab 1920 gab er Konzerte u. a. in Österreich, Holland, der Schweiz, Italien, der Tschechoslowakei, Polen, Norwegen, Schweden und Finnland. Zwischen 1923 und 1928 unternahm er vier Konzertreisen durch Italien mit insgesamt einhundert Konzerten, bei einer Tournee durch die USA trat er 1925 in New York unter Bruno Walter auf. 1934 gab er mit Béla Bartók ein Konzert im Korona Hotel in Nyíregyháza. 1929 wurde er Hubays Assistent an der Budapester Musikakademie, deren Generaldirektor er als Nachfolger von Ernst von Dohnányi von 1943 bis 1957 war. 1956 wurde er Violinlehrer an der Indiana University in Bloomington. Zu seinen Schülern zählten u. a. Anton Kontra, Dénes Kovács, Péter Komlós, Albert Kocsis, Ferenc Halász, György Pauk, Sándor Devich, Gabriella Lengyel, Róbert Virovai und Ferenc Albert.